# Bratři Tavianiové
Paolo Taviani (8. listopadu 1931 San Miniato – 29. února 2024 Řím) a Vittorio Taviani (20. září 1929 San Miniato – 15. dubna 2018 Řím) byli italští bratři, kteří vytvořili dvojici filmových režisérů a scenáristů. Získali čestný doktorát Univerzity v Pise a Řád zásluh o Italskou republiku.
V roce 1954 natočili svůj první dokument San Miniano, červenec 1944. Spolupracovali s Valentinem Orsinim a Jorisem Ivensem. V roce 1967 natočili první samostatný film Podvratníci, v němž reagovali na smrt Palmira Togliattiho. Podle předlohy Lva Nikolajeviče Tolstého vznikl film Svatý Michal měl kohouta. Do období restaurace Bourbonů je zasazen film Alonzanfán s Marcellem Mastroiannim v hlavní roli. Film Padre padrone vznikl podle autobiografie jazykovědce Gavina Leddy a získal Zlatou palmu v Cannes. Za válečné drama Noc svatého Vavřince získali v roce 1983 Globo d'oro a Donatellova Davida. Sicilský venkov zobrazili ve filmu Kaos podle povídek Luigiho Pirandella. Komedie Dobrý den, Babylónie je poctou D. W. Griffithovi a dalším průkopníkům kinematografie. Do období napoleonských válek je zasazen film Florén a zfilmovali také knihu Johanna Wolfganga von Goethe Spříznění volbou s Isabelle Huppertovou v hlavní roli. Podle Tolstého vznikl také film Vzkříšení, oceněný na festivalu v Moskvě. Skřivánčí dvůr se zabývá námětem arménské genocidy. Představení Julia Caesara zahrané trestanci ve věznici Rebibbia zachytili ve filmu Caesar musí zemřít, který získal v roce 2012 hlavní cenu na Berlinale. Adaptací klasiky je také Úžasný Bocaccio (2015) na motivy Dekameronu, v němž hrají Paola Cortellesi a Lello Arena. Jejich posledním společným filmem byla v roce 2017 Soukromá záležitost podle románu Beppeho Fenoglia z druhé světové války.
Kostýmy k jejich filmům navrhovala Paolova manželka Lina Nerli Taviani.